# WCW WrestleWar
Cet article concerne l'évènement de catch. Pour le jeu vidéo, voir Wrestle War (jeu vidéo).
WrestleWar était une manifestation télédiffusée de catch visible uniquement en paiement à la séance produite par la World Championship Wrestling. Il se déroulait au mois de mai en 1989 et 1992 et au mois de février en 1990 et 1991. Les deux premiers WrestleWar étaient sous la bannière National Wrestling Alliance.

## 1989
WrestleWar 1989: Music City Showdown s'est déroulé le 7 mai 1989 au Nashville Municipal Auditorium de Nashville, Tennessee.
- The Great Muta (w/Gary Hart) def. Doug Gilbert (avec Eddie Gilbert) (3:03)
  - Muta a effectué le tombé sur Doug.
- Butch Reed def. Ranger Ross (6:59)
  - Rééd.a effectué le tombé sur Ross.
- Dick Murdoch def. Bob Orton, Jr. (w/Gary Hart) dans un Bullrope match (4:54)
  - Murdoch a effectué le tombé sur Orthon.
- The Dynamic Dudes (Shane Douglas et Johnny Ace) def. The Samoan Swat Team (Samu et Fatu) (w/Paul E. Dangerously) (11:02)
  - Douglas a effectué le tombé sur Fatu.
- Michael Hayes def. Lex Luger pour remporter le NWA United States Championship (16:06)
  - Hayes a effectué le tombé sur Luger.
- Sting def. The Iron Sheik (w/Rip Morgan) pour conserver le NWA World Television Championship (2:12)
  - Sting a effectué le tombé sur Sheik.
- Ric Flair def. Ricky Steamboat pour remporter le NWA World Heavyweight Championship (31:37)
  - Flair a effectué le tombé sur Steamboat avec un inside cradle, contrant une tentative de bodyslam de Steamboat.
  - Les juges spéciaux pour la limite de temps qui était fixée à 1h étaient: Terry Funk, Pat O'Connor, Lou Thesz.
  - Après le match, Funk attaquait Flair.
- The Road Warriors (Hawk et Animal) (w/Paul Ellering) def. NWA World Tag Team Champions The Varsity Club (Mike Rotunda et Steve Williams) (w/Kevin Sullivan) (avec Nikita Koloff en tant qu'arbitre spécial) par disqualification (6:06)
  - Le Varisty Club était disqualifié quand Dan Spivey et Sullivan jetaient Koloff en dehors du ring, le Varisty CLub conservait les titres.
- Eddie Gilbert et Rick Steiner (w/Missy Hyatt) def. The Varsity Club (Kevin Sullivan et Dan Spivey) pour conserver le NWA United States Tag Team Championship (6:41)
  - Gilbert a effectué le tombé sur Sullivan.
- The Oak Ridge Boys ont performé au show.

## 1990
WrestleWar 1990: Wild Thing s'est déroulé le 25 février 1990 au Greensboro Coliseum de Greensboro, Caroline du Nord.
- Kevin Sullivan et Buzz Sawyer def. The Dynamic Dudes (Shane Douglas et Johnny Ace) (10:15)
  - Sawyer a effectué le tombé sur Ace.
- Norman the Lunatic def. Cactus Jack (w/Kevin Sullivan) (9:33)
  - Norman a effectué le tombé sur Jack.
- The Rock 'n' Roll Express (Ricky Morton et Robert Gibson) def. The Midnight Express (Bobby Eaton et Stan Lane) (w/Jim Cornette) (19:31)
  - Gibson a effectué le tombé sur Lane.
- The Road Warriors (Hawk et Animal) (w/Paul Ellering) def. The Skyscrapers (Mark Callous et The Masked Scyscraper) (w/Teddy Long) dans un Chicago Street Fight (4:59)
  - Hawk a effectué le tombé sur le Masked Skyscraper.
  - Masked Skycraper était un remplaçant de dernière minute pour Dan Spivey.
- Brian Pillman et Tom Zenk def. The Freebirds (Jimmy Garvin et Michael Hayes) pour conserver le NWA United States Tag Team Championship (24:32)
  - Pillman a effectué le tombé sur Garvin.
- The Steiner Brothers (Rick et Scott) def. Ole Anderson et Arn Anderson pour conserver le NWA World Tag Team Championship (16:05)
  - Rick a effectué le tombé sur Ole.
- Ric Flair (w/Woman) def. Lex Luger (w/Sting) par décompte à l'extérieur pour conserver le NWA World Heavyweight Championship (38:08)
  - Luger était décompté à l'extérieur après qu'il quittait le ring pour venir au secours d'un Sting attaqué par Ole Anderson.

## 1991
WrestleWar 1991: WarGames s'est déroulé le 24 février 1991 au Arizona Veterans Memorial Coliseum de Phoenix, Arizona.
- Dark match : Ultraman et Eddie Guerrero def. Huichol et Rudy Boy Gonzalez (7:39)
  - Gurrero a effectué le tombé sur Rudy.
- The Junkyard Dog, Ricky Morton et Tommy Rich def. The State Patrol (Lt. James Earl Wright et Sgt. Buddy Lee Parker) et Big Cat pour conserver le WCW World Six-Man Tag Team Championship (9:54)
  - Morton a effectué le tombé sur Parker.
- Bobby Eaton def. Brad Armstrong (12:51)
  - Eaton a effectué le tombé sur Armstrong après un Alabama Jam.
- Itsuki Yamazaki et Mami Kitamura def. Miki Handa et Miss A (6:47)
  - Yamazaki a effectué le tombé sur A avec un roll-up.
- Dustin Rhodes def. Buddy Landel (6:33)
  - Rhodes a effectué le tombé sur Landel après un Bulldog.
- The Southern Boys (Tracy Smothers et Steve Armstrong) def. Rip Morgan et Jack Victory (12:05)
  - Smothers a effectué le tombé sur Morgan.
- Terrance Taylor (w/Alexandra York) def. Tom Zenk dans un No Disqualification match (10:59)
  - Taylor a effectué le tombé sur Zenk avec un roll-up.
- Stan Hansen a combattu Big Van Vader pour une double disqualification (6:21)
  - Les deux hommes étaient disqualifiés après avoir jetté l'arbitre Pee-Wee Anderson en dehors du ring.
- Lex Luger def. Dan Spivey pour conserver le WCW United States Championship (12:52)
  - Luger a effectué le tombé sur Spivey sur un inside cradle.
  - Après le match, Nikita Koloff attaquait Luger alors qu'il le présentait avec le titre US.
- The Freebirds (Jimmy Garvin et Michael Hayes) (w/Diamond Dallas Page et Big Daddy Dink) def. Doom (Butch Reed et Ron Simmons) (w/Teddy Long) pour remporter le WCW World Tag Team Championship (6:56)
  - Garvin a effectué le tombé sur Simmons.
- The Four Horsemen (Ric Flair, Barry Windham, Sid Vicious) et Larry Zbyszko (w/Arn Anderson) def. Sting, Brian Pillman, et The Steiner Brothers (Rick et Scott) dans un WarGames match (21:50)
  - Les Four Horsemen l'emportaient quand Pillman était inconscient à la suite d'une powerbomb de Vicious.
  - Zbyszko était le remplaçant de Anderson blessé.

## 1992
WrestleWar 1992: WarGames s'est déroulé le 17 mai 1992 au Jacksonville Memorial Coliseum de Jacksonville, Floride.
- Diamond Dallas Page et Thomas Rich def. Bob Cook et Firebreaker Chip (8:05)
  - Page a effectué le tombé sur Cook.
- The Freebirds (Jimmy Garvin et Michael Hayes) def. Terry Taylor et Greg Valentine pour remporter le WCW United States Tag Team Championship (16:02)
  - Garvin a effectué le tombé sur Taylor.
- Johnny B. Badd def. Tracy Smothers (7:03)
  - Badd a effectué le tombé sur Smothers.
- Scotty Flamingo def. Marcus Bagwell (7:11)
  - Flamingo a effectué le tombé sur Bagwell.
- Ron Simmons def. Mr. Hughes (5:22)
  - Simmons a effectué le tombé sur Hughes.
  - Il était prévu que ce soit Simmons et The Junkyard Dog vs. Hughes et Cactus Jack, mais Jack attaquait JYD avant le match.
- The Super Invader (w/Harley Race) def. Todd Champion (5:26)
  - Invader a effectué le tombé sur Champion.
- Big Josh def. Richard Morton (7:33)
  - Josh a effectué le tombé sur Morton.
- The Steiner Brothers (Rick et Scott) def. Tatsumi Fujinami et Takayuki Iizuka pour conserver le WCW World Tag Team Championship
  - Rick a effectué le tombé sur Iizuka par un super suplex.
- Brian Pillman def. Tom Zenk pour conserver le WCW Light Heavyweight Championship (15:30)
  - Pillman a effectué le tombé sur Zenk.
- Sting, Barry Windham, Dustin Rhodes, Ricky Steamboat et Nikita Koloff def. The Dangerous Alliance (Steve Austin, Rick Rude, Arn Anderson, Bobby Eaton et Larry Zbyszko) (w/Paul E. Dangerously et Madusa) dans un WarGames match (23:27)
  - Sting a fait abandonner Eaton.